# Alf Agar
Alfred Agar (28 tháng 8 năm 1904 – 1989) là một cầu thủ bóng đá người Anh.
Ông thi đấu cho Esh Winning, Shildon, West Stanley, Dundee, Barrow, Carlisle United, Accrington Stanley, Oldham Athletic, York City và Scarborough.